# Lago Drielaker
El lago Drielaker (en alemán: Drielakersee) es un lago situado en el distrito rural de Ammerland, en el estado de Baja Sajonia (Alemania); tiene un área de 10.4 hectáreas y una profundidad media de 17 metros. 

## Características
Es un lago artificial creado en la década de 1980 durante la construcción de la carretera Bundesautobahn 29. Hoy en día, es usado como un área recreativa junto a una zona comercial. a pesca deportiva es una actividad habitual en la zona y esta bajo administración del Club de Pesca Deportiva de Oldemburgo.